# Figaros Hochzeit
Figaros Hochzeit er en tysk stumfilm fra 1920 af Max Mack.

## Medvirkende
- Alexander Moissi som Figaro
- Hella Moja som Cherubino
- Eduard von Winterstein som Almaviva
- Vera Schwarz
- Johanna Mund som Susanna
- Guido Thielscher som Antonio
- Ilka Grüning som  Marcelline
- Richard Treu som Dr. Bartholo
- Paul Graetz som Bassillo
- Claire Selo